# Calliactis polypores
Calliactis polypores is een zeeanemonensoort uit de familie Hormathiidae.
Calliactis polypores is voor het eerst wetenschappelijk beschreven door Pei in 1996.